# Киреевск
Кире́евск — город (с 1956) Тульской области России. Административный центр Киреевского района и городского поселения «город Киреевск».

## Этимология
Название села образовано от антропонима: личное имя Кирей (из татарского Гирей), от него — Киреев, Киреевский. В советское время, в связи с разработкой углей Подмосковного бассейна село преобразовано в рабочий посёлок Киреевка, который, в свою очередь, в 1956 году преобразован в город Киреевск.

## География
Город расположен на реке Олень (бассейн Оки), в 35 км от Тулы.
Водные ресурсы определяют реки Упа, Шат, Упёрта, Шиворонь, Олень. Площадь озёр и прудов — 350 га. В состав района входят 3 города (все они числятся в союзе малых городов России), 4 посёлка городского типа, 24 сельского типа, 118 деревень, 4 станции.

### Климат
Преобладает умеренно континентальный климат: холодные зимы и тёплое лето.
Среднегодовое количество осадков — 800 мм (2019).

## История
Как населённый пункт Киреевск известен со второй половины XVIII века, когда по указу Екатерины II из древнего г. Дедилова на незаселённые земли в Диком поле выселились 12 казачьих семей и обосновались на левом берегу р. Олень. О происхождении названия Киреевска одна из легенд гласит: в усадьбе, которая досталась старому казаку Кирею, из земли бил водяной ключ, питавший ручей. Этот ручей назвали Киреевым, а населённый пункт — деревней Киреевкой. После открытия Троицкой церкви Киреевка стала селом.
С конца XIX — начала XX веков в районе Киреевки начата добыча железной руды. В 1925 году на Киреевском руднике работали 19 рабочих и служащих. В 1928—1929 годах создалось Тульское железорудное управление (ТЖРУ). В эти годы близ разработок вырос посёлок Киреевский (6 шахт), который в 1929 году был соединён железнодорожной веткой со станцией Дедилово. 20 октября 1932 года создан Дедиловский железорудный район. В 1933 году заложено ещё 8 новых шахт. В ноябре 1933 на добыче руды были заняты 1829 рабочих, а со служащими — 2479 человек.
Большую роль в развитии Киреевского рудника сыграл забойщик Игнат Артёмович Чухно. Он стал первым орденоносцем в районе — награждён орденом Трудового Красного Знамени как победитель в социалистическом соревновании. Организовал школу-забой, где обучал молодых забойщиков правильно и быстро брать руду. В 1934 году встречался в Москве с наркомом тяжёлой промышленности Серго Орджоникидзе. В 1935 году в процессе социалистического соревнования за одну смену прошёл 12 м рудной выемки-штрека (тогда это было невиданным делом), а в 1936 году — 24 м. В 1936 году И. А. Чухно — делегат IV Чрезвычайного съезда Советов Московской области (район входил в её состав) и Чрезвычайного VIII Всесоюзного съезда Советов, принявшего Конституцию СССР.
В 1935 году в районе было до 90 % коллективных хозяйств. По урожайности он стоял на одном из первых мест в области. Первый колхоз «Ударник» возник в селе Киреевском. На селе, как и в промышленности, распространялось стахановское движение. 80 киреевчан — ударников сельхозтруда — стали участниками Всесоюзной сельскохозяйственной выставки.
Перед войной (1939) в районе насчитывалось 25 школ (2 средние), 194 учителя, 6140 учеников, 3 больницы в 150 коек и 10 медпунктов, 22 врача и 70 медсестёр, 6 детских садов и 6 яслей, 25 сезонных детских яслей и 11 детских площадок.
В конце октября 1941 года Киреевский рудник был оккупирован немцами. Около 2 месяцев здесь шли ожесточённые бои с немецко-фашистскими захватчики, были массовые бомбардировки по мирным людям. 15 декабря 1941 года считается днём освобождения района. Из остатков 108 танковой дивизии, которая без танков и тяжёлого вооружения стояла под Тулой, а её командир полковник Иванов был военным комендантом Тулы, была сформирована рота и отправлена в Дедилово. С 27 марта 1942 года рудник возобновил работу, а в июле 1942 года занял третье место во Всесоюзном соревновании. В 1943 году он также оказался победителем во Всесоюзном соревновании, выполнив план на 100,5 %. В 1943—1944 годах хорошо работали труженики колхоза «Ударник»: колхозники дали 40 ц зерна сверх плана. С 1945 по 1948 годы урожайность зерновых в колхозе повысилась в 2 раза. В 2011 году А. Н. Лепёхиным была написана книга «На Дедиловском направлении».
В 1947 году в колхозах района создано 253 звена высокого урожая. 20 из них награждены дипломами первой степени обкома КПСС и облисполкома. Киреевский рудник и СУ-11 вели активное строительство. Так, с декабря 1953 по октябрь 1955 гг. в эксплуатацию было введено более 50 тыс. м² жилья, 2 средние школы, детсад, 2 столовые, аптека, 3 магазина, построено свыше 120 км шоссейных и железных дорог. Рудник построил ДК им. Горького, коттеджи на улице Октябрьской, а СУ-11 — 7 образовательных школ, 8 Домов культуры, производственные корпуса чулочной и мебельной фабрик, «Сельхозтехники», Киреевского завода лёгких металлоконструкций.
В 1953 году рабочий посёлок Киреевка становится центром Дедиловского района.
28 сентября 1956 года посёлку Киреевскому присвоен статус города и он назван Киреевском. С 1961 года были объединены Болоховский и Дедиловский районы. В 1963 году создан Киреевский промышленный район, а в 1965 году — Киреевский район. В 50 — 70-е годы здесь велась добыча железной руды, каменного угля, появились новые производства: завод лёгких металлоконструкций, слюдяная, чулочная, мебельная и фабрики искусственного меха, хлебозавод и молокозавод, набирали силу 4 совхоза и 8 колхозов. В 1970 — 80 гг. в городе были построены новые жилые микрорайоны (ул. Чехова, ул. Комарова, ул. Тесакова, 1-й участок).
В 1997 году был принят устав и создано муниципальное образование «Киреевский район». Законодательную ветвь власти представляет районное Собрание представителей, состоящее из 15 человек, а исполнительную — администрация МО «Киреевский район».
С 2006 года Киреевск является центром муниципального образования (городского поселения) «город Киреевск», в которое кроме города входят посёлки Октябрьский, Шахта № 1 и станция Ильиновка.

## Население
| 1939    | 1959    | 1967    | 1970    | 1979    | 1989    | 1992    | 1996    | 1998    | 2000    |
| ------- | ------- | ------- | ------- | ------- | ------- | ------- | ------- | ------- | ------- |
| 7205    | ↗17 860 | ↗18 000 | ↗21 251 | ↗27 149 | ↗30 503 | ↘30 100 | ↘29 300 | ↘28 900 | ↘28 400 |
| 2001    | 2002    | 2003    | 2005    | 2006    | 2007    | 2008    | 2009    | 2010    | 2011    |
| ↘28 100 | ↘26 284 | ↗26 300 | ↘25 500 | ↘25 300 | ↘25 100 | →25 100 | ↘24 886 | ↗25 557 | ↗25 600 |
| 2012    | 2013    | 2014    | 2015    | 2016    | 2017    | 2018    | 2019    | 2020    | 2021    |
| ↘25 393 | ↘25 174 | ↘25 073 | ↘24 911 | ↘24 859 | ↘24 642 | ↗25 741 | ↗26 217 | ↗26 341 | ↘25 560 |

На 1 января 2025 года по численности населения город находился на 557-м месте из 1124 городов Российской Федерации.

## Экономика
- завод лёгких металлических конструкций. Летом 2022 стартовала реконструкция завода[27]
- химический комбинат (не работает)
- фабрика искусственного меха (производство прекращено фактически)
- трикотажная фабрика
- фабрика чулочно-носочных изделий (не работает)
- мебельная фабрика (не работает)
- слюдяная фабрика (не работает)
- дорожно-асфальтовый завод

## Культура
В городе есть краеведческий музей, два Дома культуры, кинотеатр, музыкальная школа, памятник Ленину, башня, похожая на венецианскую «Кампанилу». Есть парк, в нём имеется: пляж, детская площадка, две больших игровых площадки, одна спортивная, аттракционы. По праздникам даются концерты. Также на улицах установили декоративный забор. В микрорайоне Брусяновский имеется набережная.

## СМИ
В Киреевске на местном телеканале «Телемолва» транслируются новости города и района. Новости также публикуются в местной газете «Маяк».

## Транспорт
С автостанции города автобусы ходят в Тулу, Дедилово, Болохово, Богородицк, Липки, Москву, Щекино, Новомосковск.